# Clidemia allenii
Clidemia allenii är en tvåhjärtbladig växtart som beskrevs av Frank Almeda. Clidemia allenii ingår i släktet Clidemia och familjen Melastomataceae. Inga underarter finns listade i Catalogue of Life.